# محمد سباعنة
محمد سباعنة (1979-) هو فنان كاريكاتوري فلسطيني من مدينة جنين ومواليد الكويت، اشتهر برسومه المناهضة للاحتلال الإسرائيلي والتي تحكي معاناة الأسرى الفلسطينيين في سجونه، وهو أكاديمي ومحاضر في الجامعة العربية الأمريكية في قسم الإعلام، وتنشر رسومه عادةً في الصحف الفلسطينية المحلية والعالمية.

## محاكمته
حكمت محكمة الاحتلال في 4 أبريل/نيسان 2013 على سباعنة، بالسجن مدة 5 شهور بالإضافة إلى غرامة مالية قدرها 10 آلاف شيكل إسرائيلي، وذلك بتهمة الاتصال مع جهات معادية. وكان الاحتلال الإسرائيلي قد اعتقل سباعنة 16 فبراير2013 عند عودته من الأردن بعد أسبوع من العمل في مشروع مع الجامعة الأمريكية العربية.

## مسيرته
سباعنة عضو في الشبكة العالمية لفناني الكاريكاتير كارتون موفمنت، وقد شارك في أكثر من مشروع إعلامي، ومن بينها مشروع 360 درجة، وشارك في مؤتمر لرسامين الكاريكاتير الأمريكيين في ولاية أوريغن في عام 2010 في الولايات المتحدة وكان له مداخله حول الكاريكاتير العربي، ويعرف برسمه الكاريكاتيري ذي المضامين السياسية الناقدة ضد مختلف التيارات والأحزاب السياسية الفلسطينية، وتنشر رسومه عادةً في الحياة الجديدة الفلسطينية. وكان الأسرى الفلسطينيون من بين المواضيع الأساسية التي تناولها في رسومه، وله عدة كتب كاريكاتيرية منها كتاب أبيض وأسود يتألف من كاريكاتيرات سياسية من فلسطين صادر عن دار النشر الأميركية Just World Books، وكتاب كوميكس صدر حديثاً بعنوان أنا أحببتُ الحكاية، وهو عضو في حركة الرسوم المتحركة الدولية، وكذلك حركة VJ للصحفيين المرئيين حول العالم. حصل على جائزة "إي دبليو كي" في الكاريكاتير السياسي للعام 2024.

## أسلوبه الفني
يعتمد سباعنة في رسوماته بشكل كبير على التكعيب، والتجريد أحيانًا، في محاولة لكسر الرموز التقليديّة، وجعل كلّ شخص رمزًا، على سبيل المثال، يظهر الفلسطينيّ دون فمّ، وذلك تجسيدًا للمناضل الّذي أضرب عن الطعام، وأصبح فعله بعيدًا عن الظواهر الصوتيّة، بدأ بمحاولة خلق شخوص جدد وبيئة جديدة للعمل الكاريكاتيري بطرق تنفيذ تقليدية جدًا، أقلام وأحبار وريش بعيدًا عن جهاز الكومبيوتر أو أي وسيلة من وسائل التكنولوجيا، وغالبًا ما تكون رسوماته بالأبيض والأسود ويعتقد بذلك أن هناك شح في خيارتنا سياسيًا ووطنيًا اقتصاديًا، وهذا الشح انعكس لونيًا في هذه اللوحات، ويستخدم الرموز، لتأكيد على أهميتها ومفاهيمها مثل المفتاح الذي يرمز للعودة واستخدمه كثيراً في لوحاته، ويستخدم تقنيات أخرى في لوحاته مثل تقنية الحفر على الينوليوم، ومؤخرًا أصبح يستخدم التكنولوجيا في رسوماته.